# Premio Nigeria per la letteratura
Il Premio Nigeria per la letteratura (Nigeria Prize for Literature) è un riconoscimento letterario assegnato annualmente ad autori nigeriani.
Istituito nel 2004, conferisce annualmente e a rotazione un premio in 4 categorie: prosa, poesia, teatro e letteratura per ragazzi.
Non è stato assegnato nel 2004, nel 2009 e nel 2015. 
Sponsorizzato dalla società produttrice di gas naturale liquefatto Nigeria LNG Limited assieme al Nigerian Academy of Science, il Nigerian Academy of Letters e l'Association of Nigerian Authors, con il suo montepremi di 100000 dollari è il premio letterario africano più ricco.

## Albo d'oro
| Anno            | Autore                      | Opera                                           | Genere                  | Note          |
| --------------- | --------------------------- | ----------------------------------------------- | ----------------------- | ------------- |
| 2004            |                             |                                                 | Prosa                   | Non assegnato |
| 2005 (Ex aequo) | Gabriel Okara               | The Dreamer: His Vision                         | Poesia                  |               |
| 2005 (Ex aequo) | Ezenwa Ohaeto               | Chants of Minstrel                              | Poesia                  |               |
| 2006            | Ahmed Yerima                | Hard Ground                                     | Teatro                  |               |
| 2007 (Ex aequo) | Mabel Segun                 | Readers' Theatre: Twelve Plays for Young People | Letteratura per ragazzi |               |
| 2007 (Ex aequo) | Akachi Adimora-Ezeigbo      | My Cousin Sammy                                 | Letteratura per ragazzi |               |
| 2008            | Kaine Agary                 | Yellow Yellow                                   | Prosa                   |               |
| 2009            |                             |                                                 | Poesia                  | Non assegnato |
| 2010            | Esiaba Irobi                | Cemetery Road                                   | Teatro                  | Postumo       |
| 2011            | Adeleke Adeyemi             | The Missing Clock                               | Letteratura per ragazzi |               |
| 2012            | Chika Unigwe                | Le nigeriane (On Black Sisters Street)          | Prosa                   | [ 6 ]         |
| 2013            | Tade Ipadeola               | The Sahara Testaments                           | Poesia                  |               |
| 2014            | Sam Ukala                   | Iredi War                                       | Teatro                  |               |
| 2015            |                             |                                                 | Letteratura per ragazzi | Non assegnato |
| 2016            | Abubakar Adam Ibrahim       | Season of Crimson Blossoms                      | Prosa                   |               |
| 2017            | Ikeogu Oke                  | The Heresiad                                    | Poesia                  |               |
| 2018            | Soji Cole                   | Embers                                          | Teatro                  | [ 7 ]         |
| 2019            | Jude Idada                  | Boom Boom                                       | Prosa                   | [ 8 ]         |
| 2020/2021       | Cheluchi Onyemelukwe-Onubia | Due vite, due donne (The Son of the House)      | Prosa                   | [ 9 ]         |
| 2022            | Romeo Oriogun               | Nomad                                           | Poesia                  | [ 10 ]        |
| 2023            | Obari Gomba                 | Grit                                            | Teatro                  | [ 11 ]        |
| 2024            | Olubunmi Familoni           | The Road Does Not End                           | Prosa                   | [ 12 ]        |